# جامع الحنابلة
جامع الحنابلة هو جامع أثري يقع في حي الصالحية بدمشق قرب جبل قاسيون. وهو أول مساجد الأيوبيين في دمشق ومن أقدمها بعد الجامع الأموي. بدأ الشيخ أبو عمر محمد بن قدامة المقدسي الحنبلي ببنائه عام 598 للهجرة زمن الأيوبيين، ثم دعمه مالياً أمير إربيل مظفر الدين أبو سعيد كوكبوري.

## أسماء الجامع
للجامع عدة أسماءٍ منها:
- الجامع المظفَّري: نسبة للأمير مظفر الدين كوكبوري. هي أقدم تسمية للجامع وأكثرها رواجا عند المؤرخين.
- جامع الجبل: لقربه من جبل قاسيون.
- جامع الصالحين: نسبة إلى حي الصالحية الذي سمي كذلك لأنها «مسكن الصالحين».

## تاريخ الجامع
بوشر ببناء الجامع سنة 598هـ من قبل الإمام محمد بن أحمد بن قدامة القدسي الذي هاجر من القدس سنة 550 هـ.

## الطراز المعماري

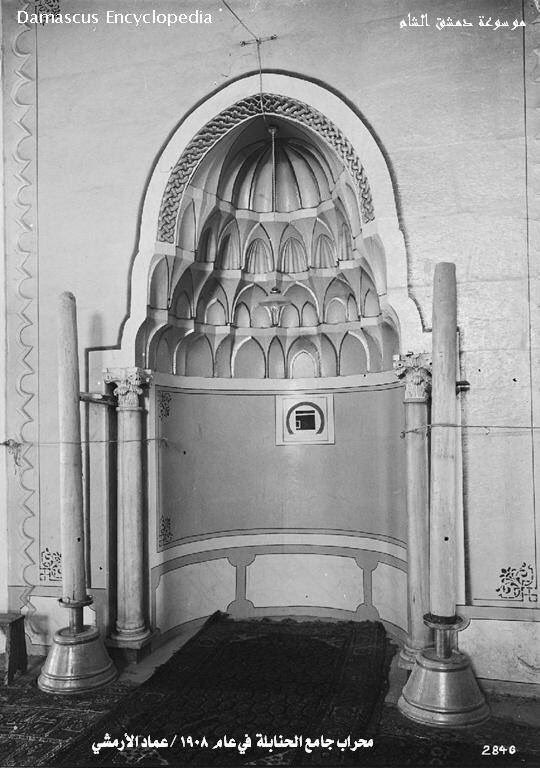
محراب جامع الحنابلة عام 1908

المسجد يضم على فناء وقاعة للصلاة على غرار الجامع الأموي. الساحة بها نافورة وإيوانان يقوم كل منهما على خمس قناطر قديمة.

## من أقوال الشعراء
قال فيه يوسف بن عبد الهادي:
وقال آخر يمدح قرية الصالحية:

## خطباء الجامع
1. فتحي أحمد صافي